# Ковалёвское сельское поселение (Воронежская область)
Ковалёвское сельское поселение — муниципальное образование в Лискинском районе Воронежской области. Административный центр — село Ковалёво.
Было образовано в 2006 году после расформирования Ковалёвского сельсовета.

## Население
| 2010  | 2012  | 2013  | 2014  | 2015  | 2016  | 2017  |
| ----- | ----- | ----- | ----- | ----- | ----- | ----- |
| 2037  | ↘1981 | ↘1945 | ↘1908 | ↘1903 | ↘1880 | ↘1856 |
| 2018  |       |       |       |       |       |       |
| ↘1802 |       |       |       |       |       |       |

## Населённые пункты
В состав поселения входят 7 населенных пунктов:
1. хутор Демченков
2. село Ковалёво
3. село Мелахино
4. село Мисево
5. хутор Путчино
6. село Пухово
7. хутор Шепелев